# Talloires
Talloires é uma ex-comuna francesa na região administrativa da Alta Saboia, região de Auvérnia-Ródano-Alpes. Estendeu-se por uma área de 20,69 km². Em 2010 a comuna tinha 2 039 habitantes (densidade: 98,6 hab./km²).
Em 1 de janeiro de 2016 foi fundida com a comuna de Montmin para a criação da nova comuna de Talloires-Montmin.